# 트라이앵글 (2009년 대한민국 영화)
"트라이앵글"은 2009년에 개봉한 한일 합작 영화이다.

## 캐스팅
- 안재욱 : 류상우 역
- 강혜정 : 오성혜 역
- 이수경 : 한지영 역
- 강신일 : 손 부사장 역
- 이대연 : 김 반장 역
- 이성민 : 이병준 사장 역
- 허정규 : 원 형사 역
- 박진영 : 집사 역
- 박용수 : 간부 1 역
- 이종구 : 간부 3 역
- 정종렬 : 부하 1 역
- 민아령 : 지영 친구 역
- 김정하 : 아줌마 역
- 구혜령 : 장사꾼 여 역
- 이광수 : 장사꾼 남 역
- 허선행 : 정 기사 역
- 차태현 (우정 출연)